# فهرست دانشگاه‌های کارولینای شمالی
- دانشگاه ایالتی کارولینای شمالی
- دانشگاه دوک
- دانشگاه ویک فارست
- دانشگاه کارولینای شمالی در شارلوت
- دانشگاه کارولینای شمالی در چپل هیل